# Henry S. Magoon

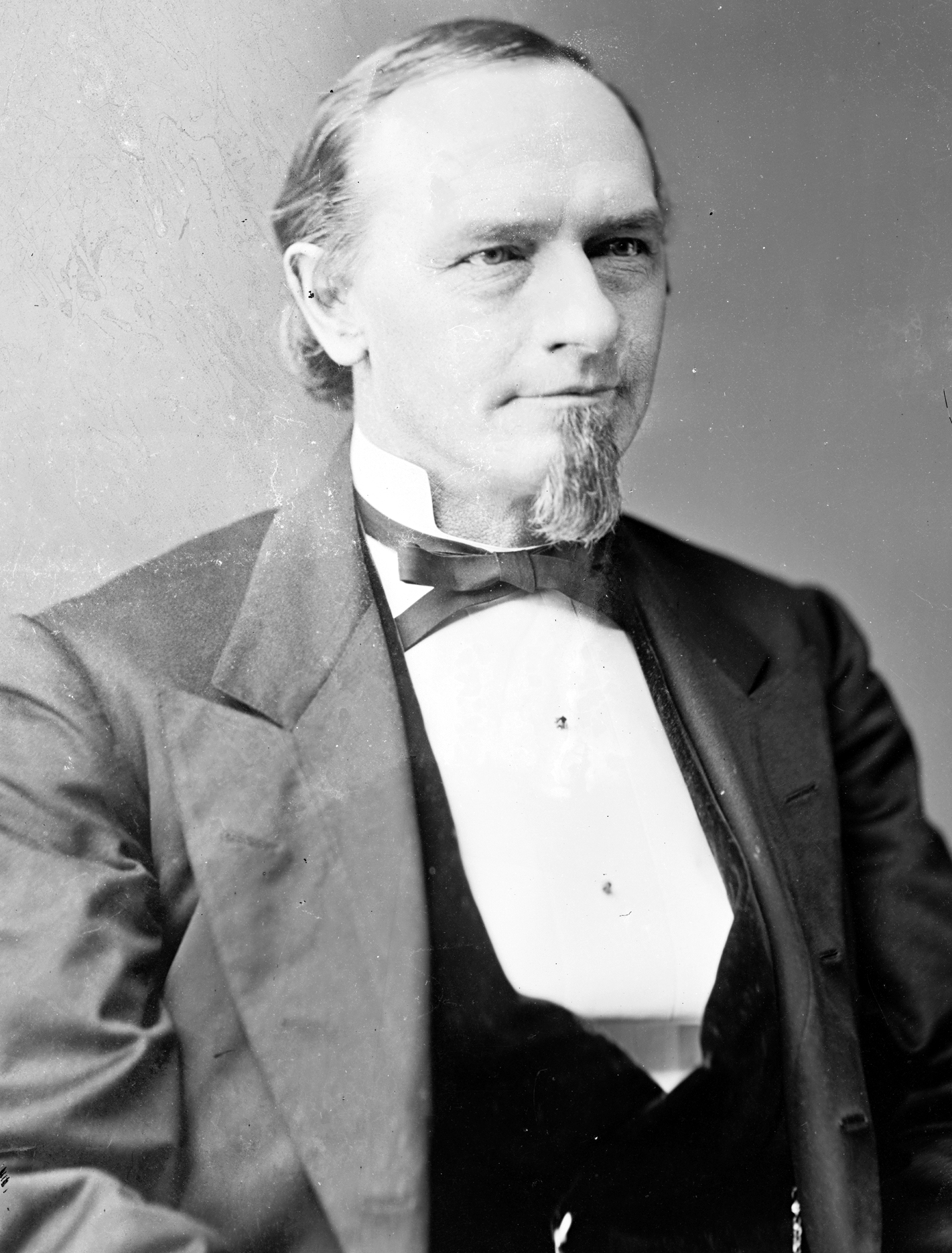
Henry S. Magoon

Henry Sterling Magoon (* 31. Januar 1832 in Monticello, Lafayette County, Wisconsin; † 3. März 1889 in Darlington, Wisconsin) war ein US-amerikanischer Politiker. Zwischen 1875 und 1877 vertrat er den Bundesstaat Wisconsin im US-Repräsentantenhaus.

## Werdegang
Henry Magoon besuchte das Rock River Seminary in Mount Morris (Illinois) und danach das Western Military College in Drennon (Kentucky). Nach einem anschließenden Jurastudium an der Montrose Law School in Frankfort und seiner im Jahr 1857 erfolgten Zulassung als Rechtsanwalt begann er in Shullsburg in seinem neuen Beruf zu arbeiten. Zwischenzeitlich lehrte er an der University of Nashville in Tennessee alte Sprachen. Ab 1858 war Magoon in Darlington ansässig, wo er ebenfalls als Rechtsanwalt praktizierte. Im gleichen Jahr wurde er dort auch Bezirksstaatsanwalt.
Politisch war Magoon Mitglied der Republikanischen Partei. In den Jahren 1871 und 1872 gehörte er dem Senat von Wisconsin an. Bei den 
Kongresswahlen des Jahres 1874
wurde er im dritten Wahlbezirk von Wisconsin in das US-Repräsentantenhaus in Washington, D.C. gewählt, wo er am 4. März 1875 die Nachfolge von J. Allen Barber antrat. Da er im Jahr 1876 auf eine erneute Kandidatur verzichtete, konnte er bis zum 3. März 1877 nur eine Legislaturperiode im Kongress absolvieren.
Nach seinem Ausscheiden aus dem US-Repräsentantenhaus arbeitete Henry Magoon wieder als Anwalt. Er starb am 3. März 1889 in Darlington.